# Pohába
Pohába (1898-ig Pochabán, szlovákul Pochabany) község Szlovákiában, a Trencséni kerületben, a Báni járásban.

## Fekvése
Bántól 11 km-re délnyugatra, a Livina jobb partján fekszik.

## Története
A falu azon területen keletkezett, mely 1245 után a Hont-Pázmány nemzetségbeli Becsend bán birtoka volt. 1329-ben "Pobohan" néven említik először. 1330-ban "Pohoban", 1461-ben "Pochaba" néven szerepel az írott forrásokban. Több nemesi család birtokolta, majd a 14. században a Tavarnoki, Traun, Erdődy, Colored és Stummer családoké. A 15. században elpusztult. 1592-ben a német jog alapján telepítették újra. 1715-ben 12 háztartása volt. 1778-ban 3 malma, 13 jobbágy és 8 zsellércsaládja, összesen 82 lakosa létezett. 1828-ban 35 házában 243 lakos élt. Lakói földművesek voltak, de a 18. század végén 13 bognár élt a településen. Terményeiket a nagytapolcsányi és báni vásárokon adták el.
A trianoni békeszerződésig Nyitra vármegye Nyitrazsámbokréti járásához tartozott.

## Népessége
| Év:            | 1994. | 2004.    | 2014.   | 2024.   |
| -------------- | ----- | -------- | ------- | ------- |
| Emberek száma: | 296   | 254      | 251     | 275     |
| Eltérés:       |       | -14,18 % | -1,18 % | +9,56 % |

| Év:            | 2023. | 2024.   |
| -------------- | ----- | ------- |
| Emberek száma: | 276   | 275     |
| Eltérés:       |       | -0,36 % |

1910-ben 216, túlnyomórészt szlovák anyanyelvű lakosa volt.
2001-ben 259 lakosából 256 szlovák volt.
2011-ben 247 lakosából 240 szlovák volt.

## Külső hivatkozások
- Községinfó
- Pohába Szlovákia térképén
- E-obce.sk Archiválva 2008. január 5-i dátummal a Wayback Machine-ben